# Ernst Stettler
Ernst Stettler (Mellikon, Argòvia, 17 de juliol de 1921 - Ídem, 28 d'agost de 2001) va ser un ciclista suís que fou professional entre 1947 i 1954. En el seu palmarès destaquen tres victòries d'etapa a la Volta a Suïssa.

## Palmarès
- 1948
  - 1r al Tour del Nord-oest de Suïssa
- 1949
  - Vencedor de 2 etapes de la Volta a Suïssa
- 1950
  - Vencedor d'una etapa de la Volta a Suïssa

### Resultats al Tour de França
- 1949. Abandona (6a etapa)